# Fingerboard
O fingerboard (skate de dedo) também conhecido como fingerskate ou skate de dedo é uma miniatura do skate com a qual pode-se realizar manobras.

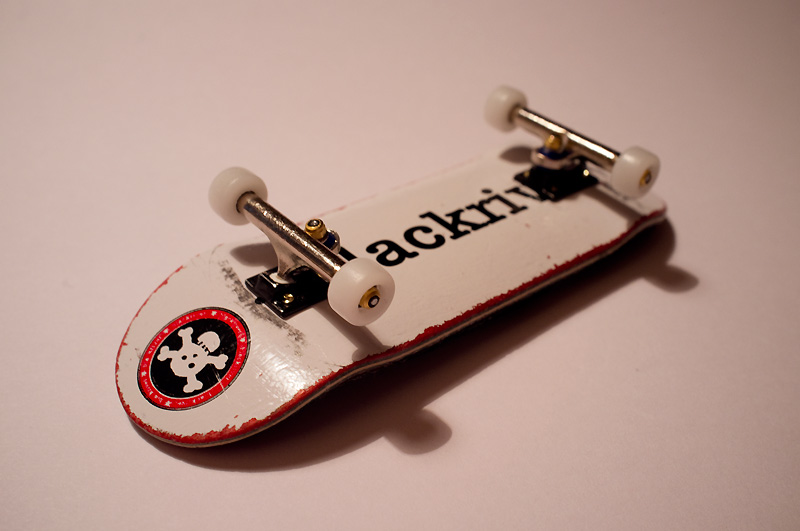
Um fingerboard